# Pavel Podsedník
Pavel Podsedník (6. března 1932 Boskovice – 31. ledna 2018) byl československý politik, v roce 1990 primátor města Brna. Byl synem Josefa Podsedníka, jenž byl v letech 1946–1948 předsedou brněnského městského národního výboru a posledním nekomunistickým představitelem Brna.
V roce 1951 absolvoval gymnázium, poté pracoval jako technik v Energetických závodech Brno. Roku 1958 odmaturoval na Průmyslové škole elektrotechnické v Brně a v dalších desetiletích působil jako projektant, údržbář, energetik a referent v různých podnicích (mj. Pozemní stavby Brno). Na mimořádném plenárním zasedání Národního výboru města Brna dne 28. dubna 1990 byl jako člen Československé strany socialistické zvolen prvním nekomunistickým brněnským primátorem. Během svého působení se zaměřil zejména na řešení výstavby brněnského oblastního vodovodu a rozšíření dalších služeb ve prospěch obyvatel města. Měl také zásluhu na otevření dětské polikliniky a zdravotní školy v budově bývalého Městského výboru KSČ.
Po komunálních volbách, které se konaly v listopadu 1990, jej následující měsíc ve funkci primátora nahradil Václav Mencl.
V komunálních volbách v roce 1994 byl zvolen za LSNS zastupitelem města Brna. Ve volbách v roce 1998 již mandát neobhajoval.
Zemřel v lednu 2018.